# Coupe du monde de crosse féminine 2009
Navigation
Coupe du monde 2005 Coupe du monde 2013
La Coupe du monde de crosse féminine de 2009 est la huitième édition de la Coupe du monde de crosse féminine, une compétition de la Federation of International Lacrosse qui met aux prises les meilleures équipes nationales féminines de crosse féminine. Cette édition 2009 est coorganisée par la Czech Women's Lacrosse (CLW).
L'édition 2009 de la Coupe du monde se déroule du 17 juin au 27 juin 2009 à Prague en République tchèque.
La compétition est remportée par les États-Unis. Il s'agit du sixième titre de champion du monde de l'équipe américaine, après ceux obtenus en 1982, 1989, 1993, 1997 et 2001. L'Australie prend la seconde place devant le Canada et l'Angleterre.

## Organisation
La Coupe du monde 2009 est coorganisée par la Federation of International Lacrosse (FIL) et la Czech Women's Lacrosse (CLW). Tenant place tous les quatre ans depuis 1982, la Coupe du monde est la plus prestigieuse compétition internationale de crosse féminine. En août 2008, La FIL résulte de la fusion des deux fédérations internationales de la crosse : International Federation of Women's Lacrosse Associations et International Lacrosse Federation (fédération pour la crosse masculine).
Tous les matchs se déroulent sur les terrains d'entraînements du Slavia Prague à l'exception de la finale et du match de la troisième place qui se déroulent au Synot Tip Aréna d'une capacité de 21 000 places.
C'est le maire de Prague Pavel Bem qui a inauguré le tournoi avec la présence de tous les participants.

## Équipes participantes
Seize nations prennent part au tournoi. Les nouvelles nations qui font leur entrée dans ce tournoi sont l'Autriche, le Danemark, l'Haudenosaunee (sélection d'Iroquois), l'Irlande, la Corée du Sud et les Pays-Bas. En ce qui concerne l'Haudenosaunee, c'est la première fois que cette sélection est invitée à participer à ce tournoi, la crosse est un sport originaire des Amérindiens et dispose d'une valeur symbolique dans ces contrées, cependant ce sport est traditionnellement réservé aux hommes, c'est ainsi qu'il y eut des protestations au sein de la communauté avant sa participation.
Les autres nations ont toutes déjà participé à une Coupe du monde auparavant, à savoir le tenant du titre l'Australie, l'Angleterre, les États-Unis, l'Allemagne, le Canada, le Japon, la Nouvelle-Zélande, l'Écosse, le Pays de Galles et la République tchèque. Chaque nation doit présenter avant le tournoi une sélection composée de 18 joueuses.
Les nations participantes sont disposées en trois groupes séparés. Dans le groupe A, les cinq nations présentes sont automatiquement qualifiées pour les quarts de finale, l'ordre du classement déterminera leur adversaire. Dans le groupe B disputé entre cinq nations, les deux premiers se qualifient pour les quarts de finale qui détermine les huit premiers du tournoi tandis que les trois derniers sont reversés dans les quarts de finale qui déterminent de la 9e à la 16e place. Le groupe C est divisé en deux groupes de trois équipes, l'équipe qui présente le meilleur bilan se qualifie pour les quarts de finale pour les huit premiers du tournoi tandis que les cinq autres équipes sont reversées dans les quarts de finale qui déterminent de la 9e à la 16e place.

## Déroulement de la phase finale
La compétition se dispute sur deux tours. Le premier tour se joue par groupes de trois ou cinq équipes dont la répartition des équipes dans les différents groupes est prédéfinie. Le deuxième tour est une phase à élimination directe.
| Groupe A                                     | Groupe B                                                            | Groupe C1                       | Groupe C2                     |
| -------------------------------------------- | ------------------------------------------------------------------- | ------------------------------- | ----------------------------- |
| Angleterre Australie Canada États-Unis Japon | Allemagne Écosse Nouvelle-Zélande Pays de Galles République tchèque | Autriche Danemark Haudenosaunee | Corée du Sud Irlande Pays-Bas |

### Groupe A
| Cl. | Équipe     | J | G | P | BP | BC | Pts |
| --- | ---------- | - | - | - | -- | -- | --- |
| 1   | États-Unis | 4 | 4 | 0 | 64 | 33 | 8   |
| 2   | Australie  | 4 | 3 | 1 | 64 | 31 | 6   |
| 3   | Canada     | 4 | 2 | 2 | 48 | 48 | 4   |
| 4   | Angleterre | 4 | 1 | 3 | 41 | 45 | 2   |
| 5   | Japon      | 4 | 0 | 4 | 33 | 93 | 0   |

|  | 18 juin 2009 | Australie  | - Canada     | 16:11 |
|  | 18 juin 2009 | États-Unis | - Angleterre | 17:8  |
|  | 19 juin 2009 | Australie  | - Japon      | 24:6  |
|  | 19 juin 2009 | États-Unis | - Canada     | 11:4  |
|  | 20 juin 2009 | Angleterre | - Canada     | 9:10  |
|  | 20 juin 2009 | États-Unis | - Japon      | 26:12 |
|  | 21 juin 2009 | Australie  | - Angleterre | 15:4  |
|  | 21 juin 2009 | Canada     | - Japon      | 23:12 |
|  | 22 juin 2009 | Angleterre | - Japon      | 20:3  |
|  | 22 juin 2009 | Australie  | - États-Unis | 9:10  |

### Groupe B
| Cl. | Équipe             | J | G | P | BP | BC | Pts |
| --- | ------------------ | - | - | - | -- | -- | --- |
| 1   | Pays de Galles     | 4 | 4 | 0 | 52 | 22 | 8   |
| 2   | Écosse             | 4 | 3 | 1 | 54 | 19 | 6   |
| 3   | République tchèque | 4 | 2 | 2 | 37 | 27 | 4   |
| 4   | Allemagne          | 4 | 1 | 3 | 21 | 44 | 2   |
| 5   | Nouvelle-Zélande   | 4 | 0 | 4 | 15 | 67 | 0   |

|  | 18 juin 2009 | Pays de Galles     | - Allemagne          | 11:3 |
|  | 18 juin 2009 | Écosse             | - République tchèque | 8:6  |
|  | 19 juin 2009 | Écosse             | - Allemagne          | 18:3 |
|  | 19 juin 2009 | Pays de Galles     | - Nouvelle-Zélande   | 19:5 |
|  | 20 juin 2009 | Écosse             | - Nouvelle-Zélande   | 22:0 |
|  | 20 juin 2009 | République tchèque | - Allemagne          | 8:4  |
|  | 21 juin 2009 | Allemagne          | - Nouvelle-Zélande   | 11:7 |
|  | 21 juin 2009 | Pays de Galles     | - République tchèque | 12:8 |
|  | 22 juin 2009 | Pays de Galles     | - Écosse             | 10:6 |
|  | 22 juin 2009 | République tchèque | - Nouvelle-Zélande   | 15:3 |

### Groupe C1
| Cl. | Équipe        | J | G | P | BP | BC | Pts |
| --- | ------------- | - | - | - | -- | -- | --- |
| 1   | Haudenosaunee | 2 | 2 | 0 | 36 | 2  | 4   |
| 2   | Autriche      | 2 | 1 | 1 | 16 | 27 | 2   |
| 3   | Danemark      | 2 | 0 | 2 | 9  | 32 | 0   |

|  | 18 juin 2009 | Autriche | - Danemark      | 16:7 |
|  | 19 juin 2009 | Autriche | - Haudenosaunee | 0:20 |
|  | 20 juin 2009 | Danemark | - Haudenosaunee | 2:16 |

### Groupe C2
| Cl. | Équipe       | J | G | P | BP | BC | Pts |
| --- | ------------ | - | - | - | -- | -- | --- |
| 1   | Irlande      | 2 | 2 | 0 | 45 | 13 | 4   |
| 2   | Pays-Bas     | 2 | 1 | 1 | 37 | 24 | 2   |
| 3   | Corée du Sud | 2 | 0 | 2 | 1  | 46 | 0   |

|  | 18 juin 2009 | Irlande  | - Corée du Sud | 22:0  |
|  | 19 juin 2009 | Irlande  | - Pays-Bas     | 23:13 |
|  | 20 juin 2009 | Danemark | - Pays-Bas     | 1:24  |

## Finales (pour le titre de champion et la8eplace)
|  | Quarts de finale | Quarts de finale |            |        | Demi-finales           | Demi-finales |  |  | Finale     | Finale |
|  | Quarts de finale | Quarts de finale |            |        | Demi-finales           | Demi-finales |  |  | Finale     | Finale |
|  |                  |                  |            |        |                        |              |  |  |            |        |
|  |                  |                  |            |        |                        |              |  |  |            |        |
|  |                  |                  |            |        |                        |              |  |  |            |        |
|  | États-Unis       | 22               |            |        |                        |              |  |  |            |        |
|  | États-Unis       | 22               |            |        |                        |              |  |  |            |        |
|  | Irlande          | 5                |            |        |                        |              |  |  |            |        |
|  | Irlande          | 5                | États-Unis | 20     |                        |              |  |  |            |        |
|  |                  |                  | États-Unis | 20     |                        |              |  |  |            |        |
|  |                  | Angleterre       | 3          |        |                        |              |  |  |            |        |
|  | Angleterre       | Angleterre       | 3          | 18     |                        |              |  |  |            |        |
|  | Angleterre       |                  |            | 18     |                        |              |  |  |            |        |
|  | Japon            | 12               |            |        |                        |              |  |  |            |        |
|  | Japon            | 12               | États-Unis | 8      |                        |              |  |  |            |        |
|  |                  |                  | États-Unis | 8      |                        |              |  |  |            |        |
|  |                  | Australie        | 7          |        |                        |              |  |  |            |        |
|  | Australie        | Australie        | 7          | 17     |                        |              |  |  |            |        |
|  | Australie        |                  |            | 17     |                        |              |  |  |            |        |
|  | Écosse           | 4                |            |        |                        |              |  |  |            |        |
|  | Écosse           | 4                | Australie  | 12     |                        |              |  |  |            |        |
|  |                  |                  | Australie  | 12     | Match pour la 3e place |              |  |  |            |        |
|  |                  | Canada           | 10         |        |                        |              |  |  |            |        |
|  | Canada           | Canada           | 10         | 10     |                        |              |  |  |            |        |
|  | Canada           |                  |            | 10     |                        |              |  |  |            |        |
|  | Pays de Galles   | 6                |            | Canada | 14                     |              |  |  |            |        |
|  | Pays de Galles   | 6                |            | Canada | 14                     |              |  |  |            |        |
|  |                  |                  |            |        |                        |              |  |  | Angleterre | 9      |
|  |                  |                  |            |        |                        |              |  |  | Angleterre | 9      |

### Places de 5 à 8
|  | Places de 5 à 8 | Places de 5 à 8 |                |    | Cinquième place | Cinquième place |
|  | Places de 5 à 8 | Places de 5 à 8 |                |    | Cinquième place | Cinquième place |
|  |                 |                 |                |    |                 |                 |
|  |                 |                 |                |    |                 |                 |
|  |                 |                 |                |    |                 |                 |
|  | Japon           | 13              |                |    |                 |                 |
|  | Japon           | 13              |                |    |                 |                 |
|  | Irlande         | 15              |                |    |                 |                 |
|  | Irlande         | 15              | Irlande        | 12 |                 |                 |
|  |                 |                 | Irlande        | 12 |                 |                 |
|  |                 | Pays de Galles  | 7              |    |                 |                 |
|  | Pays de Galles  | Pays de Galles  | 7              | 11 |                 |                 |
|  | Pays de Galles  |                 |                | 11 |                 |                 |
|  | Écosse          | 8               |                |    |                 |                 |
|  | Écosse          | 8               | Septième place |    |                 |                 |
|  |                 |                 |                |    |                 |                 |
|  |                 |                 |                |    |                 |                 |
|  |                 |                 |                |    |                 |                 |
|  | Japon           | 11              |                |    |                 |                 |
|  | Japon           | 11              |                |    |                 |                 |
|  | Écosse          | 7               |                |    |                 |                 |
|  | Écosse          | 7               |                |    |                 |                 |

## Finales (pour la9eplaceet la16eplace)
|  | Quarts de finale   | Quarts de finale |                    |                  | Demi-finales           | Demi-finales |  |  | Finale        | Finale |
|  | Quarts de finale   | Quarts de finale |                    |                  | Demi-finales           | Demi-finales |  |  | Finale        | Finale |
|  |                    |                  |                    |                  |                        |              |  |  |               |        |
|  |                    |                  |                    |                  |                        |              |  |  |               |        |
|  |                    |                  |                    |                  |                        |              |  |  |               |        |
|  | République tchèque | 23               |                    |                  |                        |              |  |  |               |        |
|  | République tchèque | 23               |                    |                  |                        |              |  |  |               |        |
|  | Corée du Sud       | 0                |                    |                  |                        |              |  |  |               |        |
|  | Corée du Sud       | 0                | République tchèque | 12               |                        |              |  |  |               |        |
|  |                    |                  | République tchèque | 12               |                        |              |  |  |               |        |
|  |                    | Haudenosaunee    | 7                  |                  |                        |              |  |  |               |        |
|  | Haudenosaunee      | Haudenosaunee    | 7                  | 16               |                        |              |  |  |               |        |
|  | Haudenosaunee      |                  |                    | 16               |                        |              |  |  |               |        |
|  | Pays-Bas           | 2                |                    |                  |                        |              |  |  |               |        |
|  | Pays-Bas           | 2                | République tchèque | 15               |                        |              |  |  |               |        |
|  |                    |                  | République tchèque | 15               |                        |              |  |  |               |        |
|  |                    | Allemagne        | 5                  |                  |                        |              |  |  |               |        |
|  | Allemagne          | Allemagne        | 5                  | 24               |                        |              |  |  |               |        |
|  | Allemagne          |                  |                    | 24               |                        |              |  |  |               |        |
|  | Danemark           | 1                |                    |                  |                        |              |  |  |               |        |
|  | Danemark           | 1                | Allemagne          | 15               |                        |              |  |  |               |        |
|  |                    |                  | Allemagne          | 15               | Match pour la 3e place |              |  |  |               |        |
|  |                    | Nouvelle-Zélande | 4                  |                  |                        |              |  |  |               |        |
|  | Nouvelle-Zélande   | Nouvelle-Zélande | 4                  | 18               |                        |              |  |  |               |        |
|  | Nouvelle-Zélande   |                  |                    | 18               |                        |              |  |  |               |        |
|  | Autriche           | 0                |                    | Nouvelle-Zélande | 6                      |              |  |  |               |        |
|  | Autriche           | 0                |                    | Nouvelle-Zélande | 6                      |              |  |  |               |        |
|  |                    |                  |                    |                  |                        |              |  |  | Haudenosaunee | 18     |
|  |                    |                  |                    |                  |                        |              |  |  | Haudenosaunee | 18     |

### Places de 13 à 16
|  | Places de 13 à 16 | Places de 13 à 16 |                 |    | Treizième place | Treizième place |
|  | Places de 13 à 16 | Places de 13 à 16 |                 |    | Treizième place | Treizième place |
|  |                   |                   |                 |    |                 |                 |
|  |                   |                   |                 |    |                 |                 |
|  |                   |                   |                 |    |                 |                 |
|  | Pays-Bas          | 28                |                 |    |                 |                 |
|  | Pays-Bas          | 28                |                 |    |                 |                 |
|  | Corée du Sud      | 1                 |                 |    |                 |                 |
|  | Corée du Sud      | 1                 | Pays-Bas        | 14 |                 |                 |
|  |                   |                   | Pays-Bas        | 14 |                 |                 |
|  |                   | Autriche          | 3               |    |                 |                 |
|  | Autriche          | Autriche          | 3               | 10 |                 |                 |
|  | Autriche          |                   |                 | 10 |                 |                 |
|  | Danemark          | 9                 |                 |    |                 |                 |
|  | Danemark          | 9                 | Quinzième place |    |                 |                 |
|  |                   |                   |                 |    |                 |                 |
|  |                   |                   |                 |    |                 |                 |
|  |                   |                   |                 |    |                 |                 |
|  | Danemark          | 17                |                 |    |                 |                 |
|  | Danemark          | 17                |                 |    |                 |                 |
|  | Corée du Sud      | 3                 |                 |    |                 |                 |
|  | Corée du Sud      | 3                 |                 |    |                 |                 |

## Classement final
|     |                    |  |  |  |
|     | États-Unis         |  |  |  |
|     | Australie          |  |  |  |
|     | Canada             |  |  |  |
| 4.  | Angleterre         |  |  |  |
| 5.  | Irlande            |  |  |  |
| 6.  | Pays de Galles     |  |  |  |
| 7.  | Japon              |  |  |  |
| 8.  | Écosse             |  |  |  |
| 9.  | République tchèque |  |  |  |
| 10. | Allemagne          |  |  |  |
| 11. | Haudenosaunee      |  |  |  |
| 12. | Nouvelle-Zélande   |  |  |  |
| 13. | Pays-Bas           |  |  |  |
| 14. | Autriche           |  |  |  |
| 15. | Danemark           |  |  |  |
| 16. | Corée du Sud       |  |  |  |